# Croton tiliifolius
Pour Croton tiliifolius, Thouars ex Baill., 1861, voir Croton fothergillifolius.
Pour Croton tiliifolius, Pers., 1807, voir Croton hircinus.
Espèce
Croton tiliifolius est une espèce de plantes à fleurs du genre Croton et de la famille des Euphorbiaceae, présente à Maurice.
Il a pour synonymes :
- Croton mauritianus, Thouars ex Baill., 1861
- Oxydectes tiliifolia, (Lam.) Kuntze